# Ituano FC
Ituano Futebol Clube, auch Ituano Sociedade Civil de Futebol Ltda., oder einfach nur Ituano, wie er von seinen Fans genannt wird, ist ein Fußballverein aus der 150.000 Einwohner zählenden Stadt Itu, die ca. 100 km von der Hauptstadt im brasilianischen Bundesstaat São Paulo entfernt ist. Die Vereinsfarben sind Schwarz, Rot und Weiß, das brasilienübliche Maskottchen ist ein Hahn. Größter Erfolg des Vereines war die Staatsmeisterschaft von São Paulo von 2001. National ist der Verein derzeit in der dritten Spielklasse, der Série C aktiv.

## Geschichte
Am 24. Mai 1947 gründeten Arbeiter der Estrada de Ferro Sorocabana (Sorocaba-Eisenbahnstrecke) die Associação Atlética Sorocabana. In den 1960ern wurde der Club in Ferroviário Atlético Ituano umbenannt. Dieser Name hatte bis in die 1990er Bestand, als er in die heutige Klubbezeichnung, Ituano Futebol Clube, geändert wurde.
2002 wurde Ituano Staatsmeister von São Paulo, allerdings in der Abwesenheit aller Spitzenvereine des Staates, die in jenem Jahr mit einem erweiterten Austragungsmodus des Torneio Rio-São Paulo experimentierten. In São Paulo fand im selben Jahr noch ein sogenanntes Supercampeonato statt, bei dem Ituano, nachdem es im Halbfinale noch SC Corinthians ausschaltete, in den Finalspielen gegen den FC São Paulo mit 2:2 und 1:4 unterlag.
2014 gewann Ituano zum zweiten Mal die Staatsmeisterschaft nach Siegen gegen die Erstligavereine SE Palmeiras und FC Santos. Damit war man für die Série D der Brasilianischen Meisterschaft 2015 qualifiziert, konnte die Klasse mit dem allerdings nicht halten und schied im Achtelfinale aus. 2021 gewann der Klub die Série C und stieg zur Saison 2022 in die Série B auf. In der Série B 2024 belegte der Klub den 18. Platz und musste in die Série C zurückkehren.
Im August 2025 wurde die Umwandlung des Klubs in eine Sociedade Anônima do Futebol (SAF), ein wirtschaftliches Fußballunternehmen, beschlossen. Die Dimache Participações Esportivas Ltda. soll 60 % der Anteile übernehmen. Das Unternehmen befindet sich im Besitz des Fußballweltmeisters von 2002 Juninho Paulista und Ituano Manager Paulo Silvestri. Seit 2009 leitet einer der beiden den Klub. Der Kontrakt sieht vor, dass weitere 10 % an Investoren verkauft werden könnten, 30 % aber in jedem Fall bei Ituano verbleiben. 

## Erfolge
- Staatsmeisterschaft von São Paulo: 2002, 2014
- Staatspokal von São Paulo: 2002
- Série C: 2021

## Stadion
Seine Heimspiele trägt der Verein im Estádio Novelli Júnior aus, welches eine Kapazität von 18.000 möglichen Zuschauern fasst. Die Arena ist kein reines Fußballstadion – es werden auch andere Sportarten dort ausgeübt. Das Stadion ist im Besitz der Stadt Itu und wird für Spiele angemietet.
Das erste Fußballspiel nach der Fertigstellung im Jahre 1947 bestritt Ituano gegen Ampora. Die Hausherren bezwangen den Gast mit 6:1.

## Bekannte Spieler
- Juninho Paulista (1993)
- Luís Fabiano (1997)
- Vinícius (2000)
- Paulo Silas (2001)
- Darcy Dolce Neto (2001)
- Wellington Santos da Silva (2005)
- Serjão (seit 2006)
- Tiago (1998–2002)
- Gabriel Martinelli (2017–2019)

## Bekannte ehemalige Trainer (unvollständig)
| Name des Trainers | Zeitraum | Bemerkung |
| ----------------- | -------- | --------- |
| Geninho           | 2000     |           |